# Cantó de Gençay
El cantó de Gençay és un cantó francès del departament de la Viena, situat al districte de Montmorillon. Té 10 municipis i el cap és Gençay.

## Municipis
- Brion
- Champagné-Saint-Hilaire
- Château-Garnier
- La Ferrière-Airoux
- Gençay
- Magné
- Saint-Maurice-la-Clouère
- Saint-Secondin
- Sommières-du-Clain
- Usson-du-Poitou

## Història
| Data d'elecció                           | Identitat      | Partit                           | Qualitat |
| ---------------------------------------- | -------------- | -------------------------------- | -------- |
| 1951-1970                                | M. Billault    | RI                               |          |
| 1970-1976                                | M. Bernard     | Divers gauche, després centrista |          |
| 1976-1982                                | Jean Crespin   | PS                               |          |
| 1982-                                    | Arnaud Lepercq | RPR, després UMP                 |          |
| les dades anteriors no són pas conegudes |                |                                  |          |
|                                          |                |                                  |          |

## Demografia
| A partir de 1990: Població sense dobles comptes |